# Comuna Markivka, Baranivka
Markivka (în ucraineană Марківська сільська рада) este o comună în raionul Baranivka, regiunea Jîtomîr, Ucraina, formată din satele Hlîbociok, Markivka (reședința) și Stara Huta.

## Demografie
Componența lingvistică a satului Markivka
     Ucraineană (98,65%)
     Rusă (1,15%)
     Alte limbi (0,15%)
Conform recensământului din 2001, majoritatea populației satului Markivka era vorbitoare de ucraineană (98,65%), existând în minoritate și vorbitori de rusă (1,15%).